# Bandeira da província de Catamarca

Bandeira da Província de Catamarca.

A Bandeira de Catamarca foi criada em agosto de 2011 por iniciativa do Ministério da Educação da Província em cumprimento à Ley Nº 5231 da Legislatura Provincial. Até a essa data, Catamarca era a única província argentina que não possuía uma bandeira oficial. No dia 25 de agosto de 2011 foi estabelecido por decreto o "Dia da Bandeira da Província de Catamarca", mesma data em que se celebra a data de Autonomia de Catamarca, rubricado pelo ministro da educação Mario Perna e assinado pelo governador Eduardo Brizuela del Moral.